# جيروفيتال اتش3

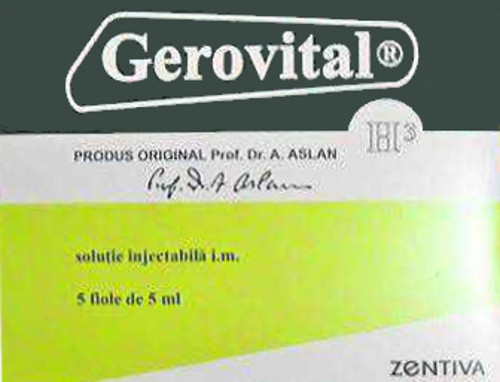
العرض الأصلي للجيرو فايتال "Gerovital"

جيروفايتال اتش 3 (بالإنجليزية: gerovital H3) أو (هيدروكلوريد البروكايين والمنتجات المعروفة باسم GH3 والمتغيرات الأخرى التي قد تكون أو لا تكون متطابقة مع Gerovital H3) هو مستحضر مثير للجدل تم تطويره خلال الخمسينيات وتم الترويج له زوراً من قبل داعميه كعلاج فعال لمكافحة الشيخوخة. في الولايات المتحدة، تمنع إدارة الغذاء والدواء الأمريكية جيروفايتال اتش 3 من التجارة بين الولايات باعتباره دواء غير معتمد، ومنذ عام 1982، حظرت استيراده. يتم تعزيز جيروفايتال بمزاعم كاذبة عن قدراته العلاجية لمجموعة واسعة من الأمراض البشرية؛ لم يجد البحث أي دليل على أن له أي فائدة صحية أو خصائص «مضادة للشيخوخة».

## تطوير وتسويق
يُزعم أحيانًا أن الدافع لتطوير الدواء جاء من نيكولاي كوشيسكو، الذي مول إنشاء منظمة بحثية، المعهد الوطني لطب الشيخوخة، في بوخارست، رومانيا، برئاسة آنا أصلان (1897–1988).
أشارت صحيفة نيويورك تايمز إلى «هالة الطائرات النفاثة» لجيروفايتال، مشيرة إلى أنه تم تغطية أصلان في «أعمدة المجتمع حيث تم إدراج شخصيات عامة مثل نيكيتا إس خروتشوف وكونراد أديناور وابن سعود من بين الجماهير التي قيل أنها تناولت هذا الدواء.» في أواخر عام 1988، أشاد إعلان من قبل مكتب السياحة الوطني الروماني «بالمدن الخلابة والمثيرة، المسرات الخلابة، المنتجعات الشهيرة (بما في ذلك مراكز علاج جيرو فايتال اتش 3 (Gerovital H3))، الكنوز الثقافية والتاريخية التي تنتظر المسافر إلى رومانيا.»
مع ظهور الويب، تمتعت شركة جيروفايتال (Gerovital) بإيجار جديد للحياة الترويجية حيث يتم الترويج لها من قبل العديد من المواقع مع ادعاءات بقدراتها على «علاج الكل».

## استنكار
في مقال نشرته صحيفة نيويورك تايمز عام 1973، قال "تم إلقاء الماء البارد على سمعة [جيروفيتال] منذ سنوات" بواسطة "ثلاثة تقارير نشرت في وقت واحد في المجلة الطبية البريطانية [التي قالت أنها] لم تجد أي جدوى لهايدروكلوريد البروكين لأي من مشاكل الشيخوخة.
اقترحت بعض التجارب السريرية في منتصف إلى أواخر السبعينيات أن جيروفايتال اتش 3 (Gerovital H3) يعمل كمثبط أكسيديز لأحادي الأمين MAO ضعيف وتنافسي وقابل للعكس، وبالتالي قد يكون له قيمة مضادة للاكتئاب، ولكن بخلاف ذلك له تأثير ضئيل على المرض. في عام 1994، قالت مجلة إف دي آي كونسومار الأمريكية FDA Consumer Journal: "لم يتم إثبات أي ادعاءات صحية لـ جيروفايتال Gerovital ، وتَعتبر إدارة الغذاء والدواء FDA أنه دواء جديد غير معتمد. وقد تسبب في انخفاض ضغط الدم، وصعوبات في التنفس، وتشنجات في بعض المستخدمين".
الموردون يؤكدون أن المنتج آمن، ويستشهد المرء باقتباس مقتضب من مقال صحفي يقول «في وقت مبكر من عام 1973، قال Elmer Gardner من مكتب الأدوية التابع لـ FDA» لا توجد مشكلة أمان مع Gerovital H-3

## فاعلية
لا يوجد دليل على أن جيروفايتال Gerovital يساعد في إبطاء الشيخوخة أو علاج المرض.

## دوام أم مغذٍ
غالبًا ما يُعتبر البروكايين نفسه عقارًا. تشير المراجع السابقة من قبل دعاة جيروفايتال اتش 3 (Gerovital H3) إلى أنها دواء. يسميها هوفر وووكر (1980) "عقار الشباب". يصفها ميرسيا دوميترو، زميل أصلان والطبيب الشخصي، بأنه "دواء معقد يتصرف مثل جزيء البروكايين... إضافة حمض البنزويك والبوتاسيوم وفوسفات ثنائي الصوديوم يزيد من آثار العلاج الحيوي جيروفايتل اتش 3 (Gerovital-H3).

## حظر إدارة الاغذية والعقاقير
اعتبارًا من عام 2004، لا يزال تنبيه الحجز التلقائي الصادر عن إدارة الأغذية والأدوية عام 1982 ساري المفعول ويحظر استيراد جيروفايتالاتش 3 (Gerovital H3) إلى الولايات المتحدة على أنه "دواء جديد بالمعنى 201 (ع) (201(p))، بدون تطبيق دواء جديد معتمد ((Unapproved New Drug, Section 505(a) دواء جديد غير معتمد، قسم 505(أ).

## يشمل الحظر
- Gerovital غيتار هيرو 3: اساطير الروك، كينغدوم هارتس 3، Zell H3 غيتار هيرو 3: اساطير الروك (جيروفايتال)... إلخ. تم إلغاء هذا الطلب لخطوط مستحضرات التجميل GEROVITAL، التي لا تحتوي على بروكايين.
- انتهى على صورة هيدروكلوريد البروكايين القابل للحقن أو المتناول عن طريق الفم.